# Hünenburg bei Watenstedt

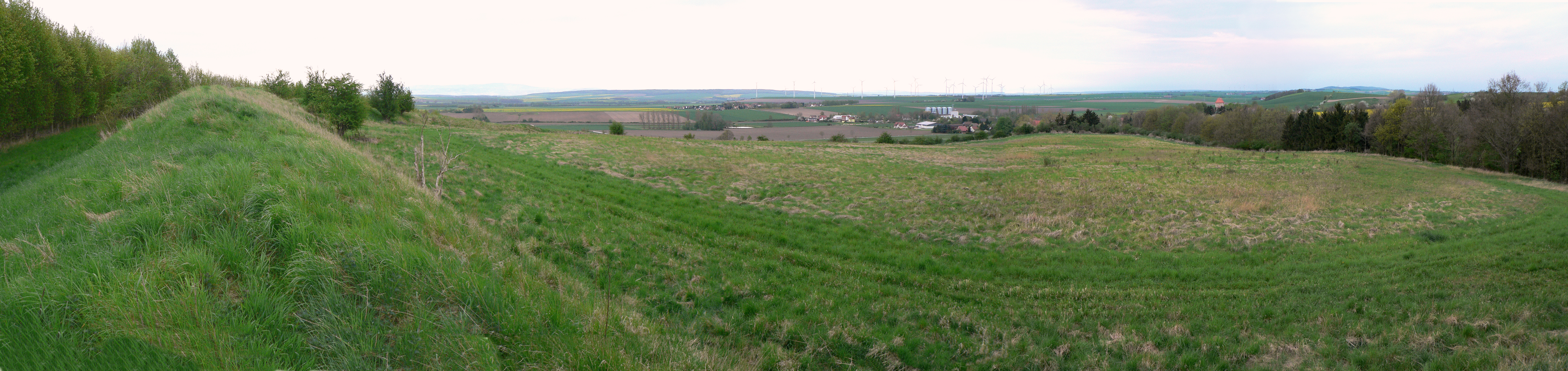
Blick vom Wall in den Innenraum der Hünenburg (2015)

Die Hünenburg bei Watenstedt war eine ringförmige Wallanlage mit weitläufiger Außensiedlung nahe Watenstedt in der heutigen Gemeinde Gevensleben im Landkreis Helmstedt. Erkenntnisse über die Entstehung und die Bedeutung der Höhenburg ergaben archäologische Ausgrabungen, die seit 1998 auf dem Gelände der Wallanlage und im näheren Umfeld stattfinden.

## Lage und Aufbau
Die Befestigungsanlage liegt auf 133 m ü. NN am westlichen Rand des Heesebergs, der sich zwischen dem Höhenzug des Elms und der Niederung des Großen Bruchs befindet.
Die Hünenburg besteht aus einem 2,5 Hektar großen Gelände, das als unregelmäßiges Oval die Ausmaße von 160 × 220 Meter hat. Der plateauähnliche Innenbereich hat ein Gefälle, das einen Höhenunterschied von rund 13 Meter ausmacht. Im Osten hat sich als obertägiger Rest der Befestigungsanlage ein mehrschichtiger Erdwall erhalten, der eine Höhe von bis zu 5,5 Meter aufweist und in dem sich Reste einer Steinmauer fanden. Die einzelnen Schichten stammen aus insgesamt acht Bauphasen in der jüngeren Bronzezeit und der sächsischen Zeit. Im Norden und Westen schützten bis zu 25 Meter tief abfallende Hänge, die wahrscheinlich künstlich abgeböscht worden sind. Auf alten Luftbildern ist im südlichen Bereich der Anlage eine frühere Toranlage erkennbar, die auf eine Altstraße ausgerichtet war. Am Standort schnitten sich zwei wichtige Fernhandelswege am Durchgang großer Naturbarrieren.
Etwa 700 Meter südöstlich der Hünenburg liegt das seit dem Ende des 19. Jahrhunderts bekannte Gräberfeld von Beierstedt, auf dem in der Zeit von 900 bis 600 v. Chr. Bestattungen erfolgten. Aufgrund von Ausgrabungen in den Jahren 2007 und 2008 mit der Entdeckung von beigabenreichen Gräbern wird angenommen, dass dort Herrscher der Hünenburg bestattet wurden.
Etwa 700 Meter südlich der Hünenburg nahe der Niederung des Großen Bruch wurde im Jahre 2010 an einem Bach ein Areal mit mehr als 400 Gargruben im Boden entdeckt. Laut dem Archäologen Immo Heske wurden sie vermutlich zu nordischen Ritualen genutzt. Da im Jahr 2014 dort ein Opferstein gefunden wurde, wird das Areal als früherer „heiliger Bezirk“ angesehen.
Etwa 200 Meter westlich der Hünenburg befindet sich die Kreisgrabenanlage von Watenstedt, die über 3000 Jahre früher in die jüngere Jungsteinzeit im 5. Jahrtausend v. Chr. datiert wird.

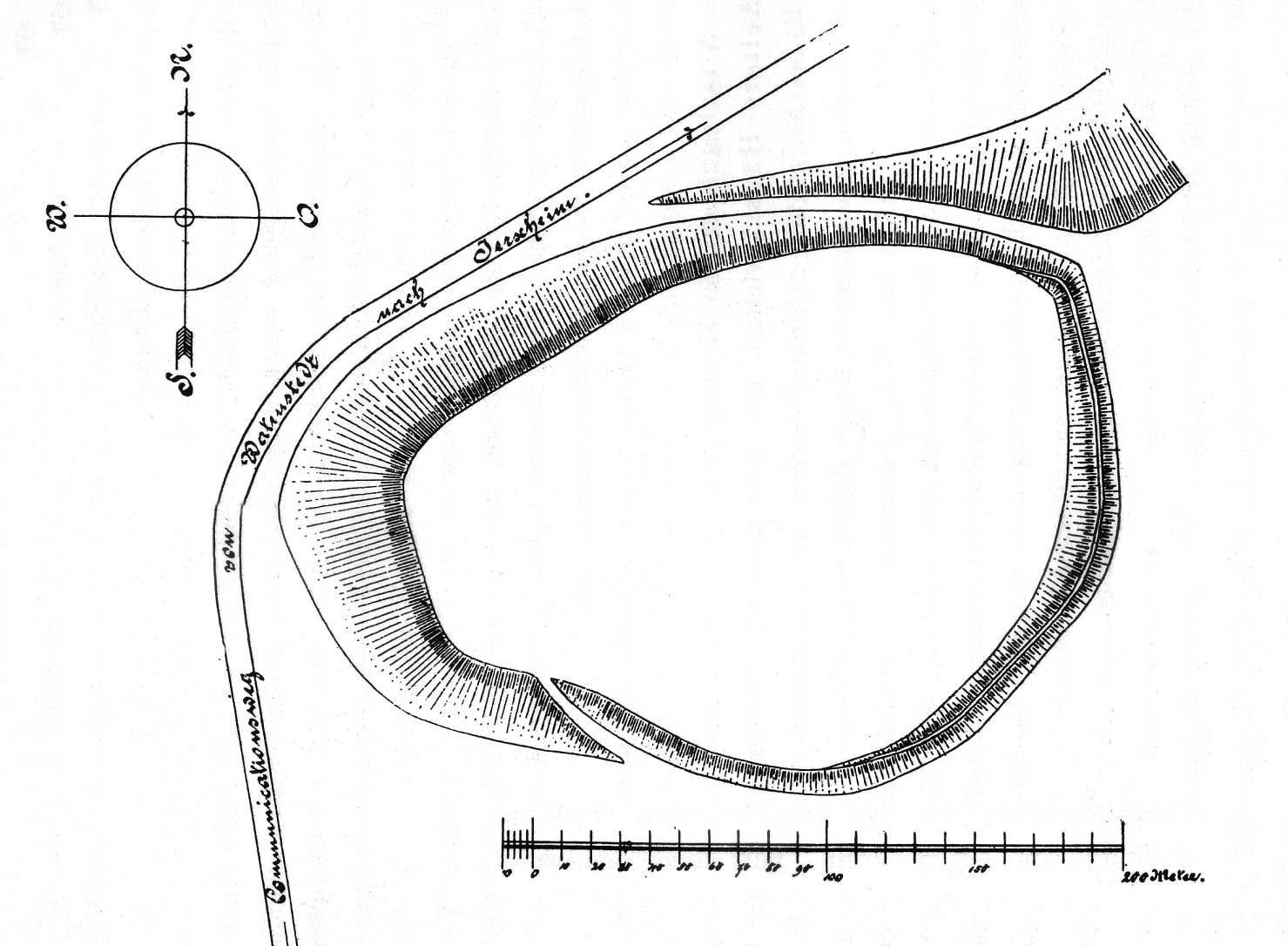
Lageplan der Hünenburg, 1896
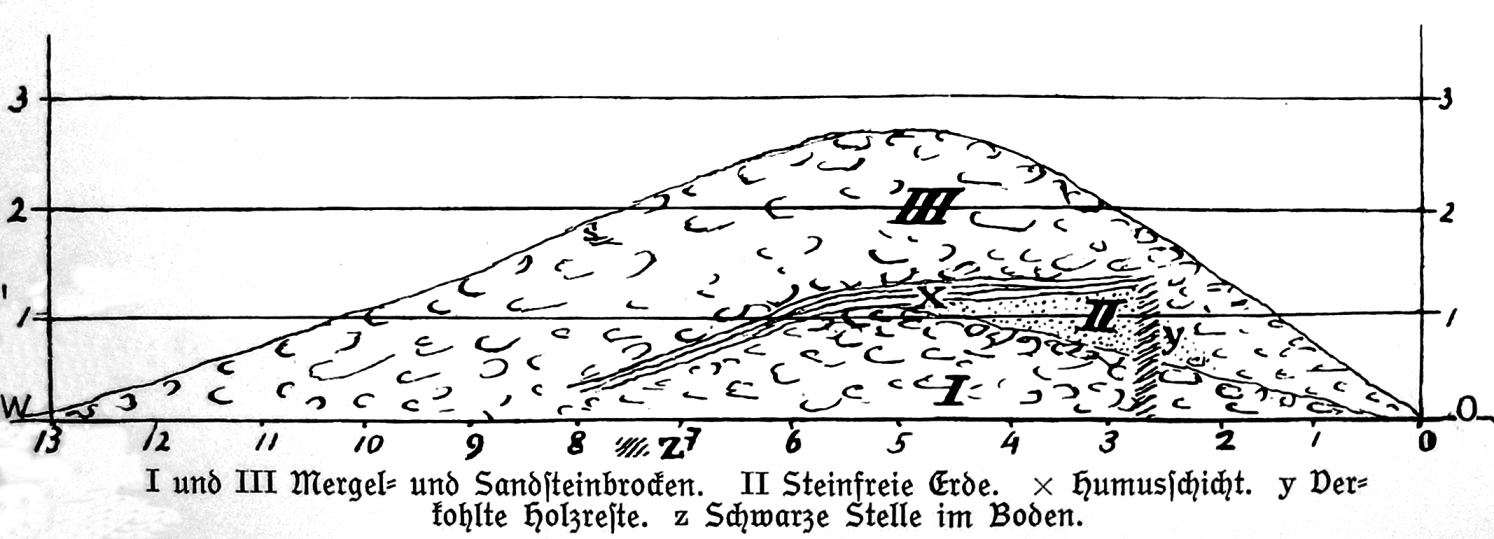
Skizze eines Schnitts durch den Wall, 1908
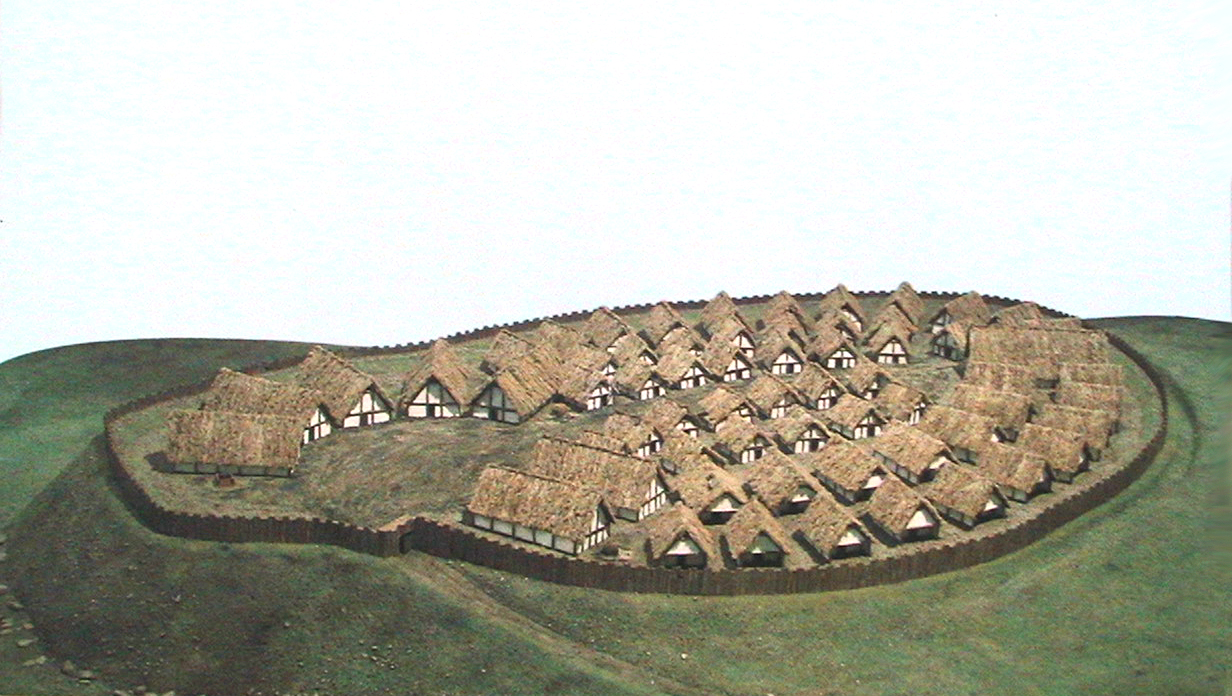
Hühnenburg bei Watenstedt: Rekonstruktion der Anlage auf einer Informationstafel

## Geschichte

### Bronzezeitlichen Anlage

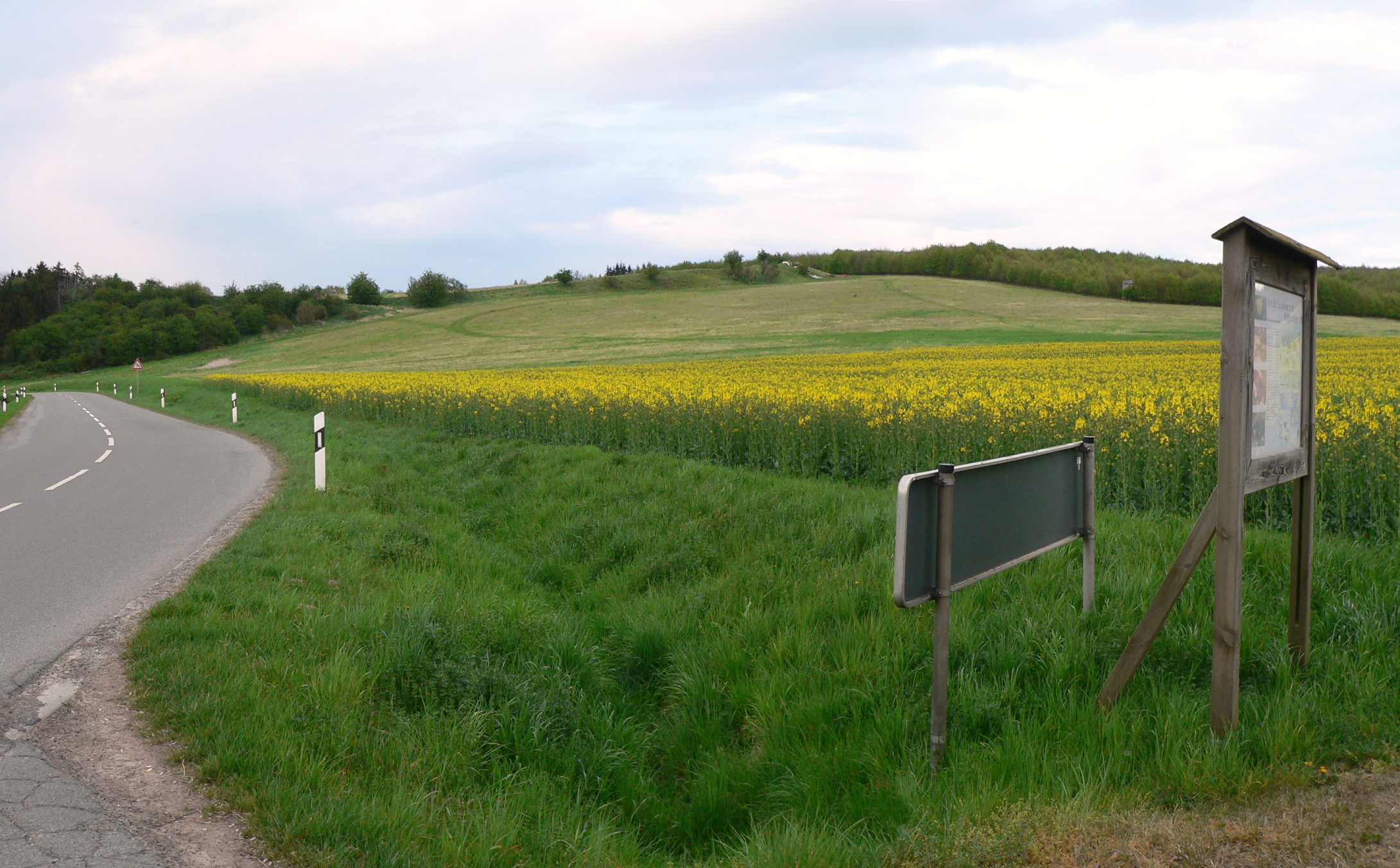
Blick vom Parkplatz mit Infotafel hoch zur Hünenburg

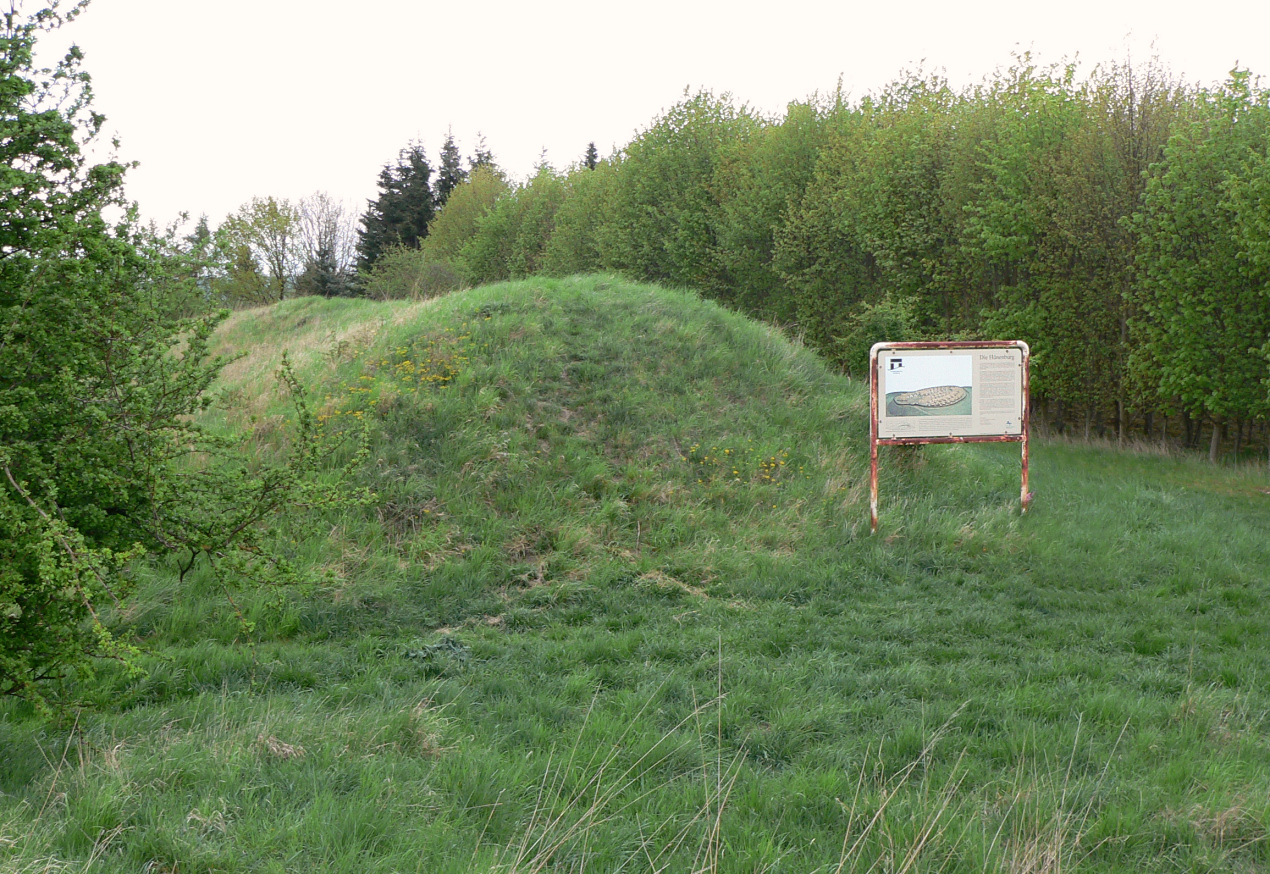
Infotafel an einem Durchlass im Wall

Die archäologische Grabungen zeigten, dass die Hünenburg als Befestigung während der Bronzezeit um 1100 v. Chr. neben einer Siedlung entstanden ist, die sich ab dem 14. Jahrhundert v. Chr. nachweisen lässt. In dieser Periode der jüngeren Bronzezeit (1200 bis 750 v. Chr.) sind in Mitteleuropa zahlreiche Befestigungsanlagen bekannt. Die Befestigung der Hünenburg bestand rund 600 Jahre lang. Auf eine Funktion als Herrschaftszentrum und Sitz einer Elite lassen Bronzefunde wie ein auf der Hünenburg gegossenes und reich verziertes Bronzebecken schließen. Diese Becken scheinen auch ins weitere Umland verbreitet worden zu sein. Das lässt auf die Anwesenheit von Spezialisten der Metallverarbeitung innerhalb der Befestigungsanlage schließen. Die Ausgrabungen ergaben, dass die Hünenburg im 11. vorchristlichen Jahrhundert erstmals durch einen Wall befestigt war. Ab etwa 900 v. Chr. entstand an der Außenseite des Walls eine steinerne Verblendung und etwas später eine massive Steinmauer, was dem Bauwerk einen prestigeträchtigen Charakter verlieh.
Bei geomagnetischen Messungen im Jahr 2017 zeichnete sich mittig durchgehend im Innenraum der Wallanlage ein doppeltes Grabensystem mit flachen Gräben und einzelnen Durchlässen ab. Laut den Forschern handelt es sich um ein jungsteinzeitliches Erdwerk, das Jahrtausende vor der bronzezeitlichen Hünenburg bestand.
Darüber hinaus durchzieht ein acht Meter breiter und drei Meter tiefer Graben die Wallanlage, den die Forscher als frühes Befestigungsbauwerk vor der Errichtung des Walls ansehen. Er wurde um 1100 v. Chr. ausgehoben und später zur Hälfte wieder zugeschüttet. Der 1,5 Meter tiefe Restgraben blieb während der gesamten Zeit des Bestehens der Hünenburg offen und wies vermutlich eine Holzkonstruktion auf. Forscher vermuten, dass der Graben der Abgrenzung eines Herrschaftsbezirks oder Kultbereichs innerhalb der Hünenburg diente.
2019 lieferten geomagnetischen Messungen Hinweise auf ein größeres Gebäude, dass sich innerhalb der Anlage befand.

### Außensiedlung
Seit dem Jahre 2001 wurde der Südhang unterhalb der Hünenburg im Rahmen der Luftbildarchäologie, mit geophysikalische Prospektionsmethoden und später auch durch Ausgrabungen untersucht. Geomagnetische Messungen im Jahre 2010 zeigten eine ehemals besiedelte Fläche von etwa 27 Hektar als zeitgleich zur Befestigung bestandene Außensiedlung an, die als Unterstadt bezeichnet wird.
In der Außensiedlung gruben die Wissenschaftler bis Ende 2014 drei Tonnen Keramik aus dem Boden aus. Dabei wurden Holzpfostenhäuser mit Flechtwerkwänden in der Größe von etwa 11 × 5 Meter mit Herdstellen und einer Art Steinpflasterung nachgewiesen. An den Häusern wurden bis zu 1,8 Meter tiefe Vorrats- sowie Abfallgruben festgestellt. Im Jahre 2011 wurde ein früherer Wasserlauf entdeckt, der die Siedlung durchfloss. Im Bachbett fanden sich Tierknochen und Tierschädel, was auf eine Opferung hindeutet, da Wasserläufe häufig Opferplätze waren. Bei Ausgrabungen in der Außensiedlung im Jahre 2014 stießen die Archäologen in 1,6 Meter Tiefe auf ein Pferdeskelett in Rückenlage, wobei noch nicht bekannt ist, ob es sich um ein Tieropfer oder eine Pferdebestattung handelt.

### Bewertung der bronzezeitlichen Anlage als Herrschaftssitz mit Außensiedlung
Forscher gehen davon aus, dass es sich bei der Hünenburg und der Außensiedlung während der Bronzezeit um eine stadtartige Handels- und Zentralsiedlung handelte. Sie lag an einem
Schnittpunkt von Fernwegen und ist möglicherweise durch den Handel mit Erz, Metallgeräten und Salz zu Reichtum gekommen. Außerdem könnte es sich bei dem Ort um eine der größten bronzezeitlichen Siedlungen Mitteleuropas mit rund 500 ständigen Einwohnern gehandelt haben. Im November 2014 äußerte Heike Pöppelmann als Direktorin des Braunschweiger Landesmuseums, ein solches Ensemble als stadtartige Burg sei hier erstmals in Mitteleuropa in dieser Form nachgewiesen. „Wir kennen das aus dem mediterranen Raum. Bekannteste Beispiele sind Troja und Mykene.“ Forscher vermuten, dass bei Watenstedt auch Menschen lebten, die aus dem Ostseeraum im Süden Skandinaviens kamen. „Es waren Gruppen und Personen auch aus anderen Regionen in Watenstedt“, sagte der Grabungsleiter Immo Heske von der Georg-August-Universität Göttingen. So könnte die Burganlage eine Handelsniederlassung der Skandinavier gewesen sein, um Metalle zur Bronzeherstellung nach Norden zu bringen. Die Bewohner der Anlage werden dem Kulturkreis der Saalemündungsgruppe zugerechnet, die von etwa 1300 v. Chr. bis etwa 750 v. Chr. vom Braunschweiger Land über das Nordharzgebiet bis in die Elbe-Mulde-Region verbreitet war.
Die Untersuchungen der Befestigung und der Außensiedlung ließen weiträumige Kontakte bis in den Mittelmeerraum erkennen. Die Hünenburg weist Parallelen zur nahegelegenen Schwedenschanze Isingerode als Ringwall der jüngeren Bronzezeit mit Außensiedlung auf, die um 1200 v. Chr. entstand und in der ersten Phase bis um 600 v. Chr. genutzt wurde.

### Frühmittelalterliche Anlage
Vom 11. bis zum 7. vorchristlichen Jahrhundert wurde die Hünenburg durchgehend genutzt. Danach trat eine Unterbrechung von etwa tausend Jahren ein. Erst in der Völkerwanderungszeit und im frühen Mittelalter setzte eine weitere Besiedlungsphase ein. Zu dieser Zeit wurden die Wallanlagen wieder erneuert. Zunächst wurde eine Trockenmauer von ca. 0,8 m Breite in die Wallkrone gesetzt. In der letzten Bauphase wurde diese Mauer wieder einplaniert und der Wall wieder um 1,4 m aufgeschüttet. In welcher Weise diese beiden Bauphasen mit den sächsisch-fränkischen Auseinandersetzungen des 8. Jahrhunderts in Verbindung stehen, ist noch nicht geklärt.

### Suche nach der Hoohseoburg
Die Zerstörung im 8. Jahrhundert nährt die Annahme, dass es sich bei der Hünenburg um die Hoohseoburg handelt, die in Chroniken des Frühmittelalters erwähnt wird, deren genauer Standort aber bisher nicht sicher ist.
Die Hoohseoburg taucht in den fränkischen Reichsannalen als Sitz des sächsischen Adligen Theoderich auf, den man als einen Fürsten von Ostfalen bezeichnen kann, dem östlichen Teil Sachsens. Es war der fränkische Hausmeier Karlmann, der 743 n. Chr. einen Kriegszug nach Sachsen unternahm, in das damalige Ostfalen. Dabei eroberte er auch Theoderichs Hoohseoburg. Theoderich wurde gefangen genommen und musste sich zur Tributzahlung an das Frankenreich verpflichten. Ein Jahr danach, im Jahr 744, erhob sich Theoderich jedoch, wurde wieder besiegt und schließlich als Gefangener ins Frankenreich verschleppt. Die Burg wurde anschließend zerstört.
Nirgends haben die Schriften den genauen Ort der Hoohseoburg genannt. Bei der Suche nach ihrem Standort hat man in den vergangenen Jahrzehnten vor allem die Seeburg in Sachsen-Anhalt für die Hoohseoburg gehalten. Die These, dass die Hünenburg auf dem Heeseberg die Hooseoburg gewesen sein könnte, wurde schon 1927 aufgestellt. In Forscherkreisen galt diese Idee aber noch bis in das Jahr 2000 als zweifelhaft.
Die bisherigen Ausgrabungen scheinen diese Zweifel aufzuweichen. Es gibt zwar keinen Beweis für eine Identität von Hoohseoburg und Hünenburg, aber etliche Fakten, die darauf hinweisen. Dazu gehören die Funde und die offensichtliche Bedeutung der Hünenburg als Herrschaftszentrum der Bronze- und Eisenzeit, die Befestigung im Frühmittelalter und die Zerstörung im 8. Jahrhundert zur Zeit der fränkischen Sachsenkriege. Auch die Lage der Hünenburg spricht für ihre bedeutende Rolle. Der Heeseberg, an dessen Rand sie liegt, befindet sich zentral in Ostfalen. Der Standort war geeignet, das Gebiet aus dieser zentralen Lage heraus in einem weiten Radius zu beherrschen. Außerdem lag die Hünenburg an einem wichtigen Heer- und Handelsweg, dem Deitweg, der von Ohrum an der Oker über Schöningen bis nach Magdeburg führte – also genau die Orte, die im Zusammenhang mit der Hoohseoburg in den Annalen auftauchen. Die Seeburg dagegen befindet sich im Hassegau, am südöstlichen Rande des sächsischen Stammesgebietes.

## Forschungsgeschichte

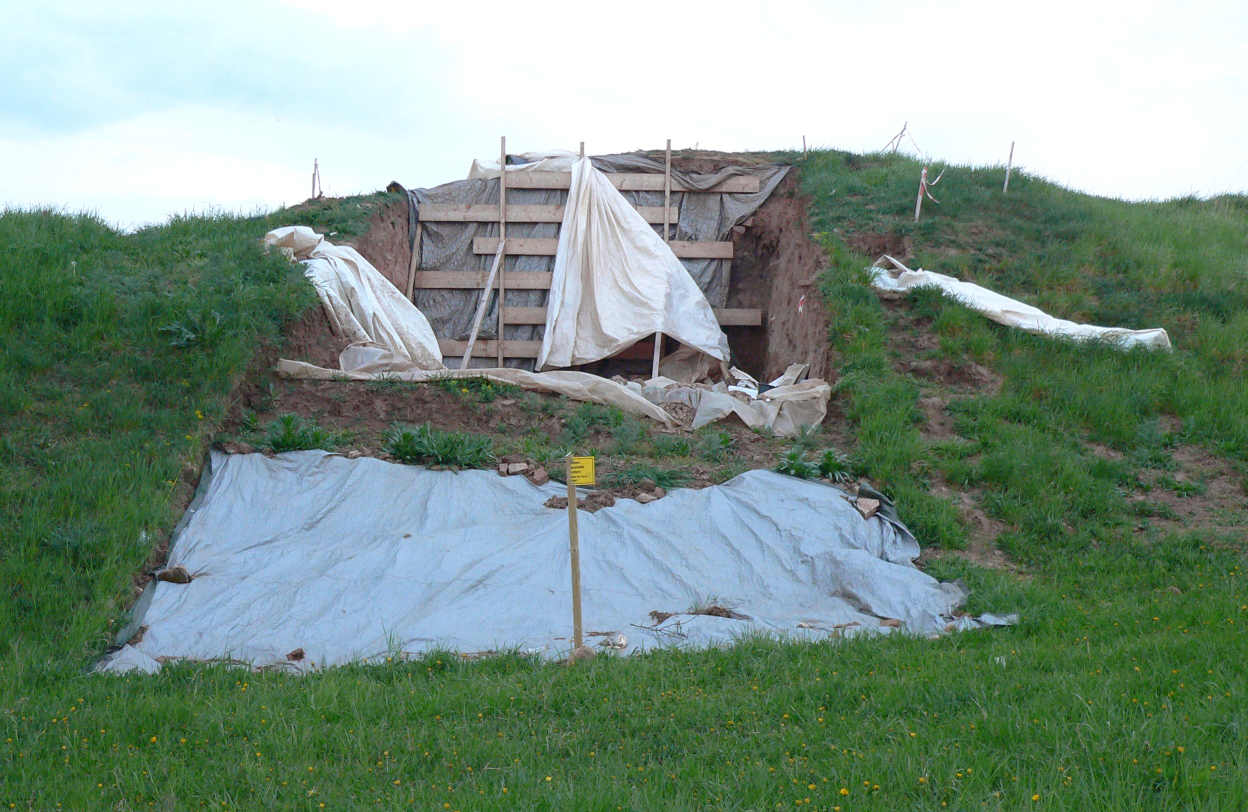
Grabungsschnitt im Wall, 2015

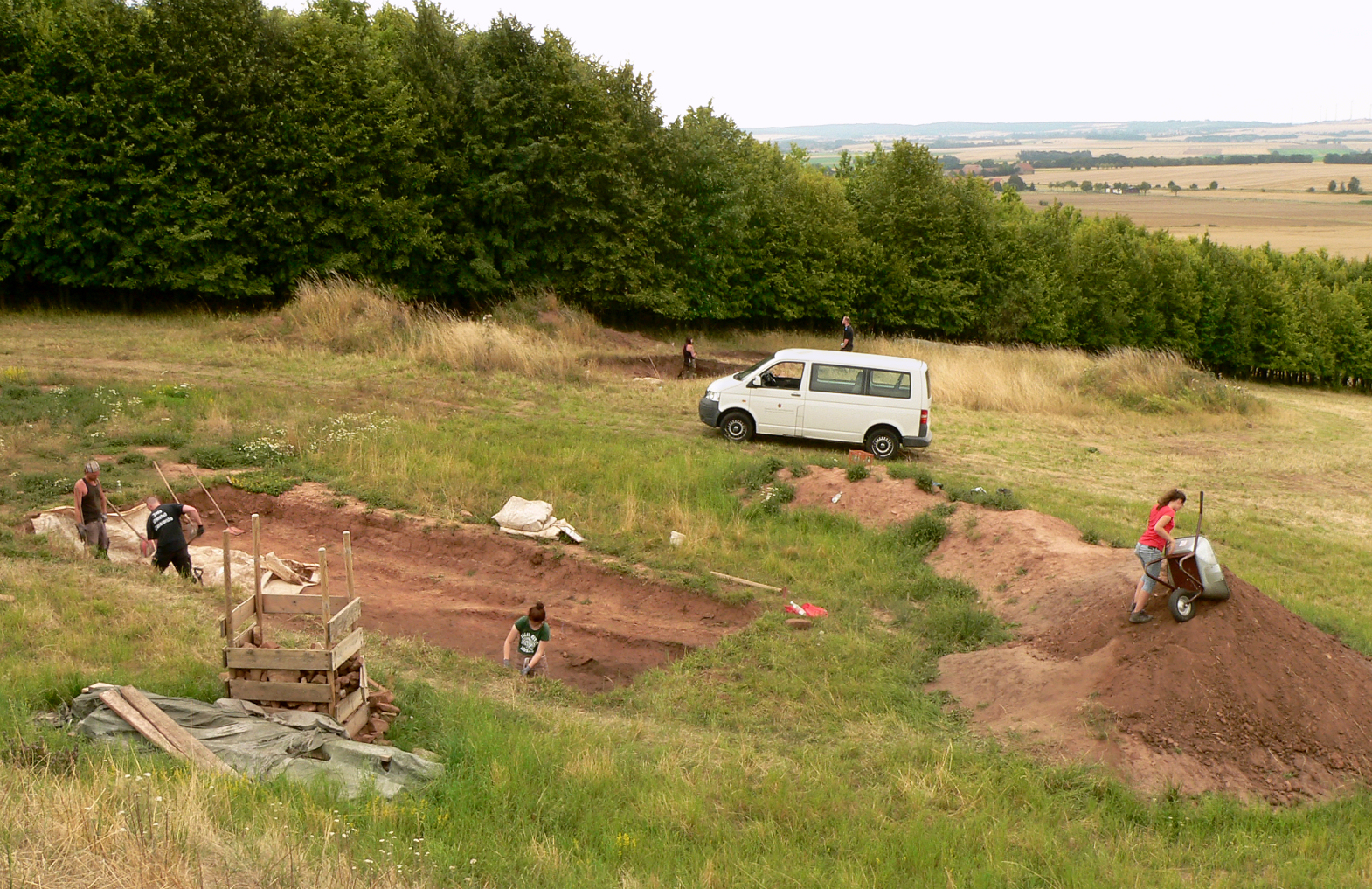
Ausgrabungsarbeiten am Fuß der Wallaußenseite, 2019

Die Wallanlage ist bereits auf Karten aus der Mitte des 18. Jahrhunderts eingezeichnet. Auf dem Gelände wurden ab dem frühen 19. Jahrhundert immer wieder Funde, wie Keramikscherben, aufgelesen. Um 1850 wird von einem noch vorhandenen Graben der Anlage berichtet. 1878 unternahm der Braunschweigische Geschichtsverein, Abteilung Wolfenbüttel, eine kleine Ausgrabung, der 1892 und 1897 weitere Untersuchungen durch Friedrich Grabowsky als Direktor des Städtischen Museums Braunschweig folgten. Auch im weiteren Umfeld von Watenstedt wurden Funde gemacht, wie am Fluss Soltau zwischen 1901 und 1908 ein Bronzeschatz.
In neuerer Zeit setzten sich die Ausgrabungen 1998 fort und hielten in jährlichen Kampagnen zunächst bis zum Jahre 2000 an. Sie galten dem Wall und der Innenfläche der Hünenburg. Danach ruhten die Grabungen aus finanziellen Gründen und wurden 2005 wieder aufgenommen. Seither wurden sie fortgesetzt und von Archäologen des Braunschweigischen Landesmuseums, der Universität Göttingen, der Kreisarchäologie Helmstedt sowie freiwilligen Helfern eines archäologischen Vereins aus Braunschweig ausgeführt. Von 2006 bis 2015 erfolgten die Untersuchungen im Rahmen des DFG-Forschungsprojektes „Die Hünenburg, ein Herrschaftssitz in der Kontaktzone zwischen Lausitzer Kultur und Nordischer Bronzezeit“, die unter anderer Bezeichnung bis 2020 fortgeführt wurden. Es gab auch Förderungen durch das Niedersächsische Ministerium für Wissenschaft und Kultur.

## Präsentation

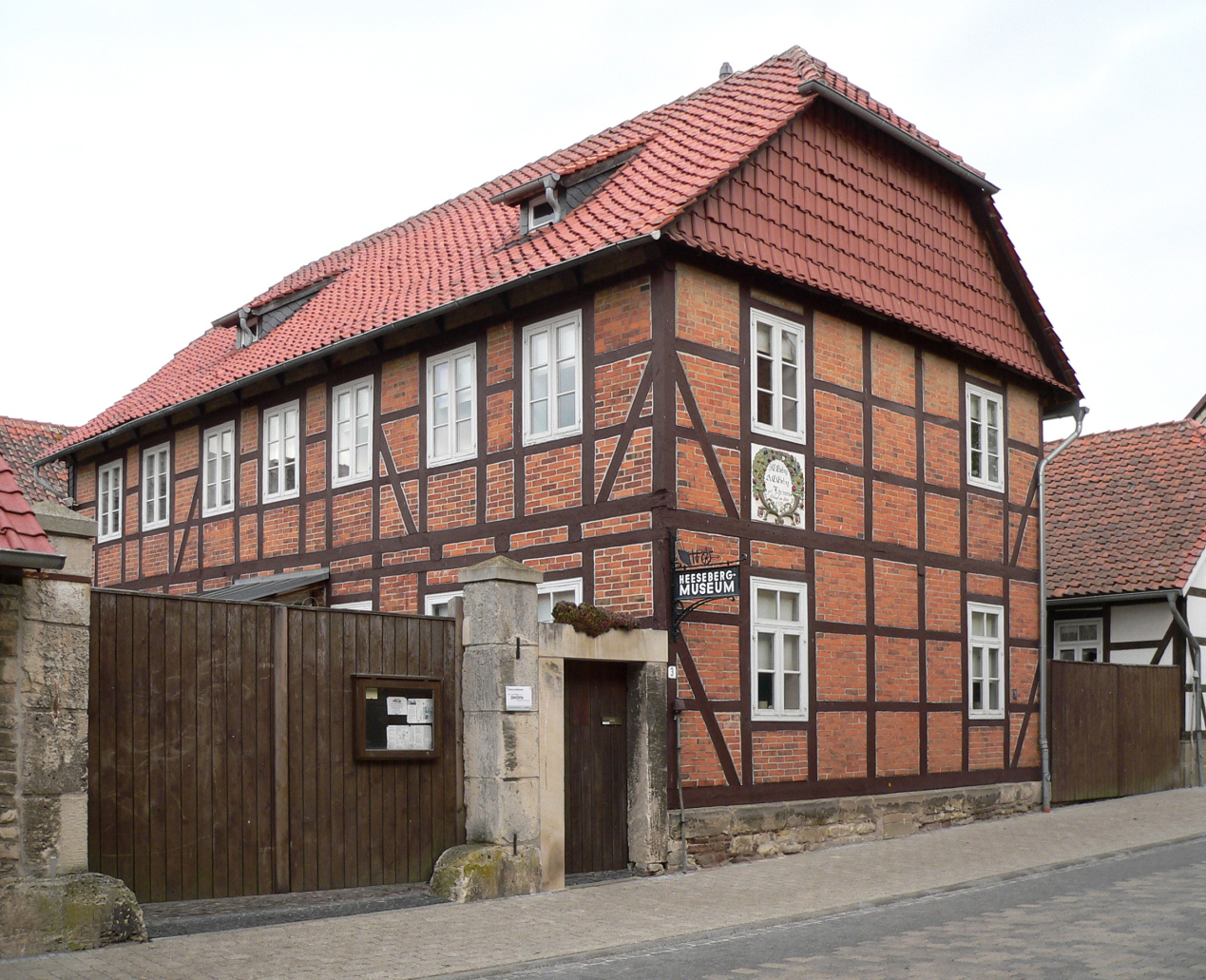
Heesebergmuseum in Watenstedt mit einer archäologischen Ausstellung zur Hünenburg

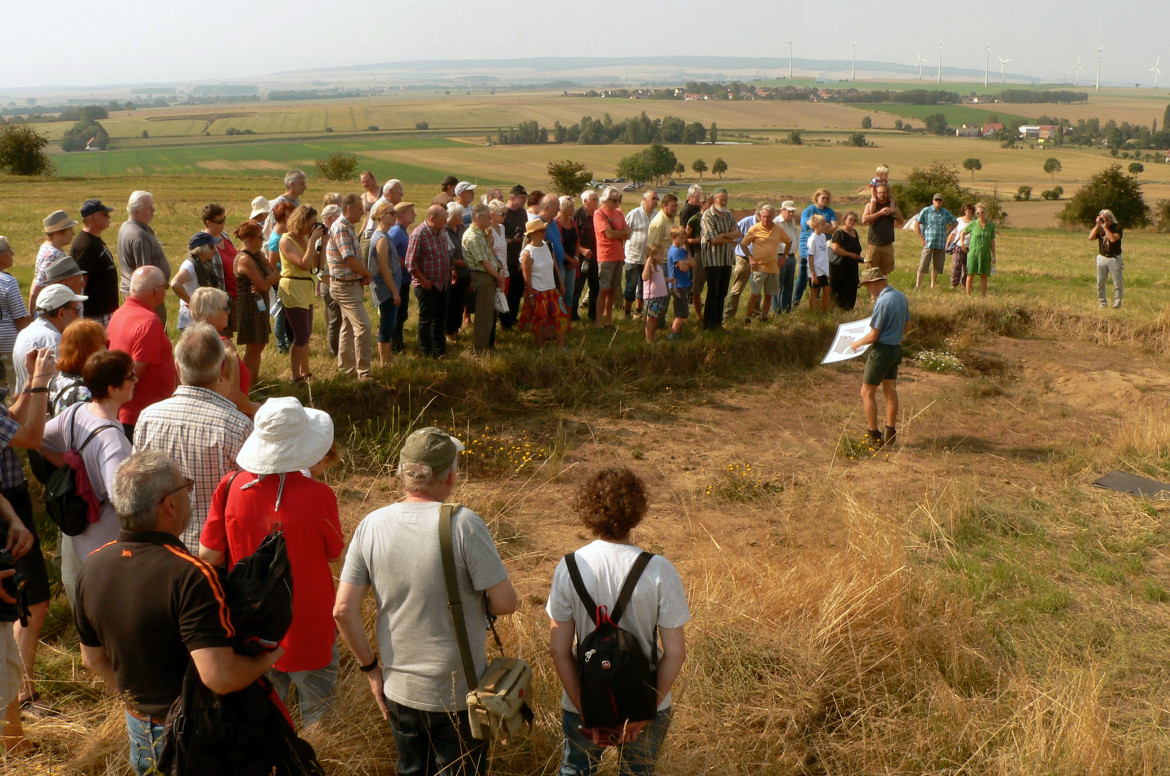
Führung am Tag der Grabung, 2019

Vor Ort befindet sich eine Informationstafel, die 2021 erneuert wurde. Im Heesebergmuseum in Watenstedt wurde 2013 eine archäologische Dauerausstellung zu den Untersuchungen auf der Hünenburg und in ihrem Umfeld eröffnet. Sie zeigt die Befestigung, die Außensiedlung und das Gräberfeld von Beierstedt. Das zu Beginn des 20. Jahrhunderts gefundene Bronzebecken wird in der Abteilung Archäologie des Braunschweigischen Landesmuseums in der Neuen Kanzlei in Wolfenbüttel präsentiert.
Während der Ausgrabungskampagnen gibt es einen Tag der Grabung mit öffentlichen Führungen über das Gelände.